# William Kwong Yu Yeung
William Kwong Yu Yeung (krajše Bill Yeung), kanadski astronom kitajskega rodu, * 1960, Hong Kong.
Yeung se je rodil v Hongkongu. Deluje v ZDA, kjer ima zasebni daljnogled. Odkril je večje število asteroidov in komet 172P/Yeung. Odkril je tudi telo J002E3, za katerega se je domnevalo, da je asteroid, izkazalo pa se je, da je del rakete nosilke Saturn V, ki je ponesla odpravo Apollo 12.